# Takatsugu Uda
Takatsugu Uda Uda (宇田 祟二?, Uda Takatsugu; 25 ottobre 1991) è un fondista giapponese.

## Biografia
Originario di Sapporo e attivo in gare FIS dal dicembre del 2011, Uda ha esordito in Coppa del Mondo il 7 dicembre 2013 a Lillehammer (79º) e ai Campionati mondiali a Falun 2015, dove si è classificato 33º nella 15 km, 33º nella 50 km, 37º nello skiathlon e 12º nella staffetta. Ai Mondiali di Oberstdorf 2021 si è piazzato 39º nella 15 km, 42º nella 50 km, 44º nello skiathlon e 9º nella staffetta.